# Staines-upon-Thames
Staines-upon-Thames (wcześniej Staines) – miasto w Anglii, w hrabstwie Surrey, w dystrykcie Spelthorne, położone nad ujściem rzeki Colne do Tamizy, nieopodal zachodniego krańca Londynu. W 2001 roku ludność miasta wynosiła 50 538 mieszkańców.
20 maja 2012 roku oficjalna nazwa miasta została zmieniona ze Staines na obecną Staines-upon-Thames.

## Galeria

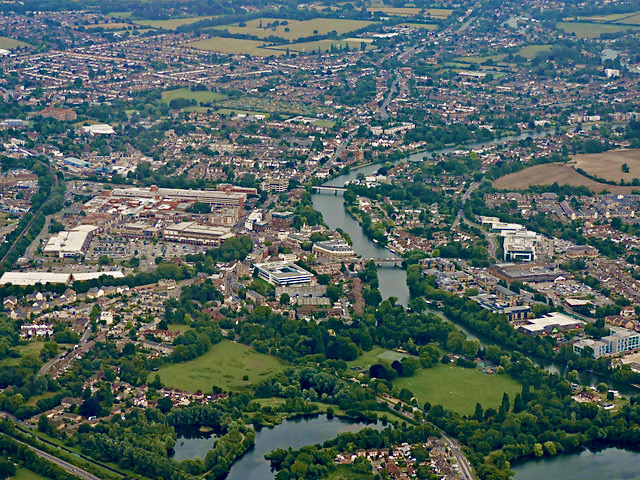
Miasto z lotu ptaka
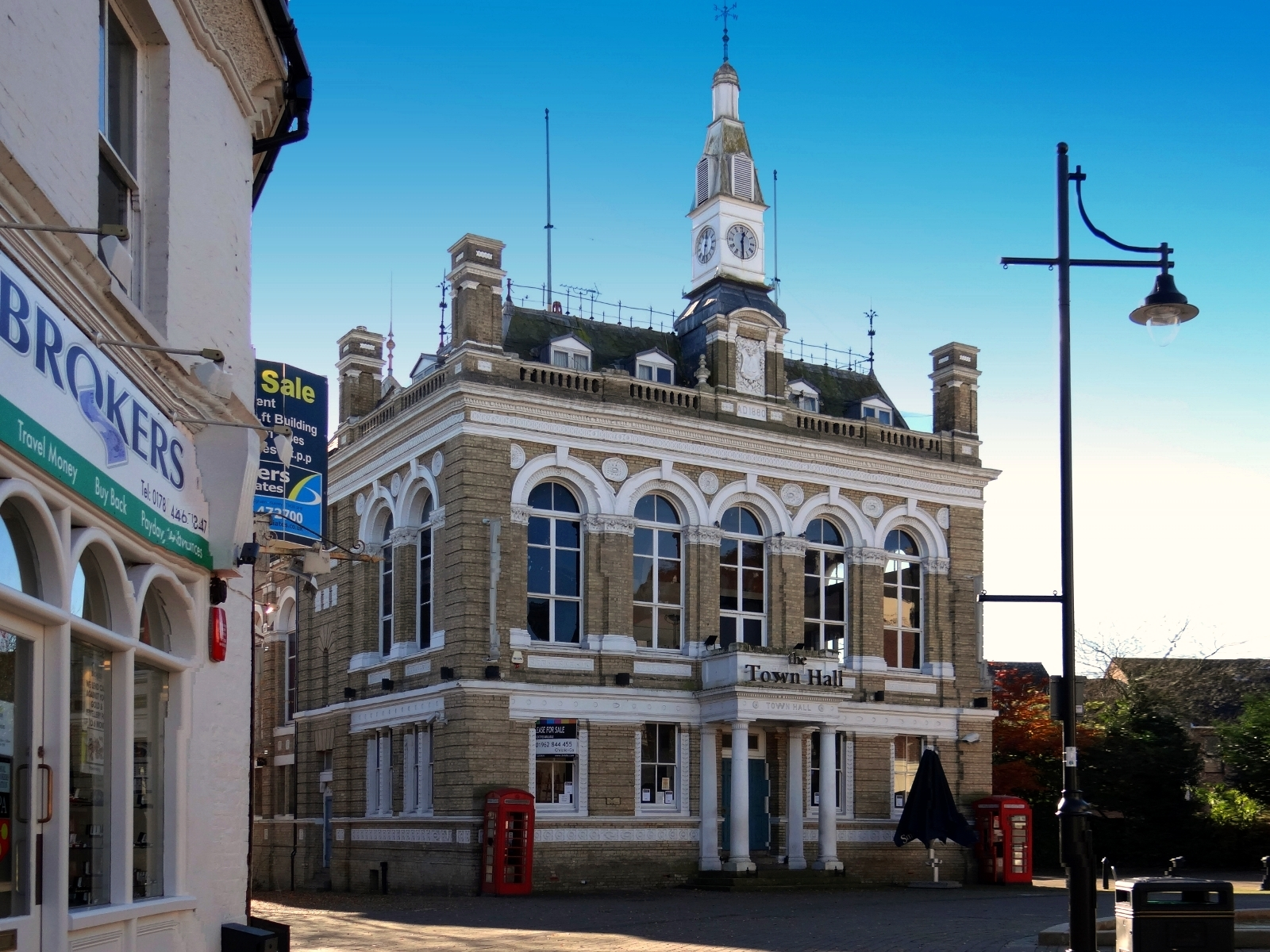
Ratusz, znajdujący się na liście zabytków, przy rynku (ang. Market Square)
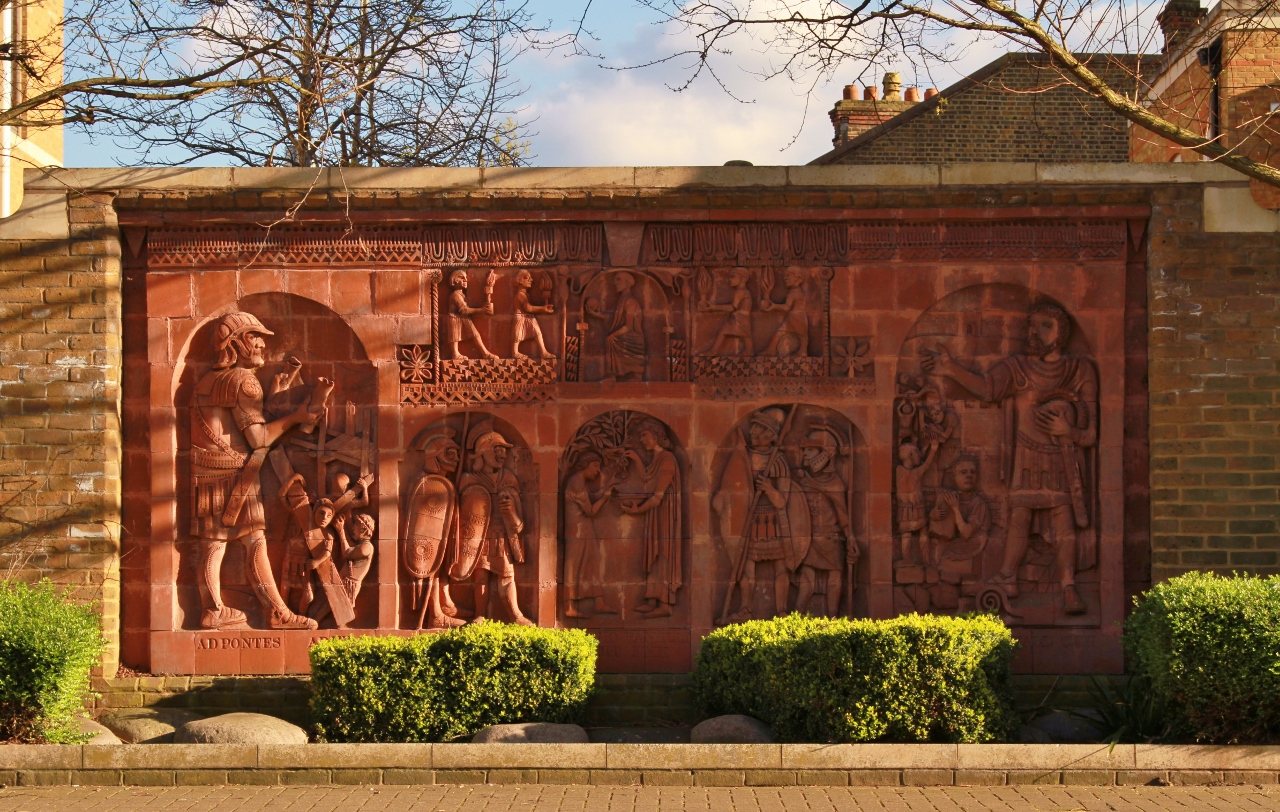
Historia i ceramika (terakota)
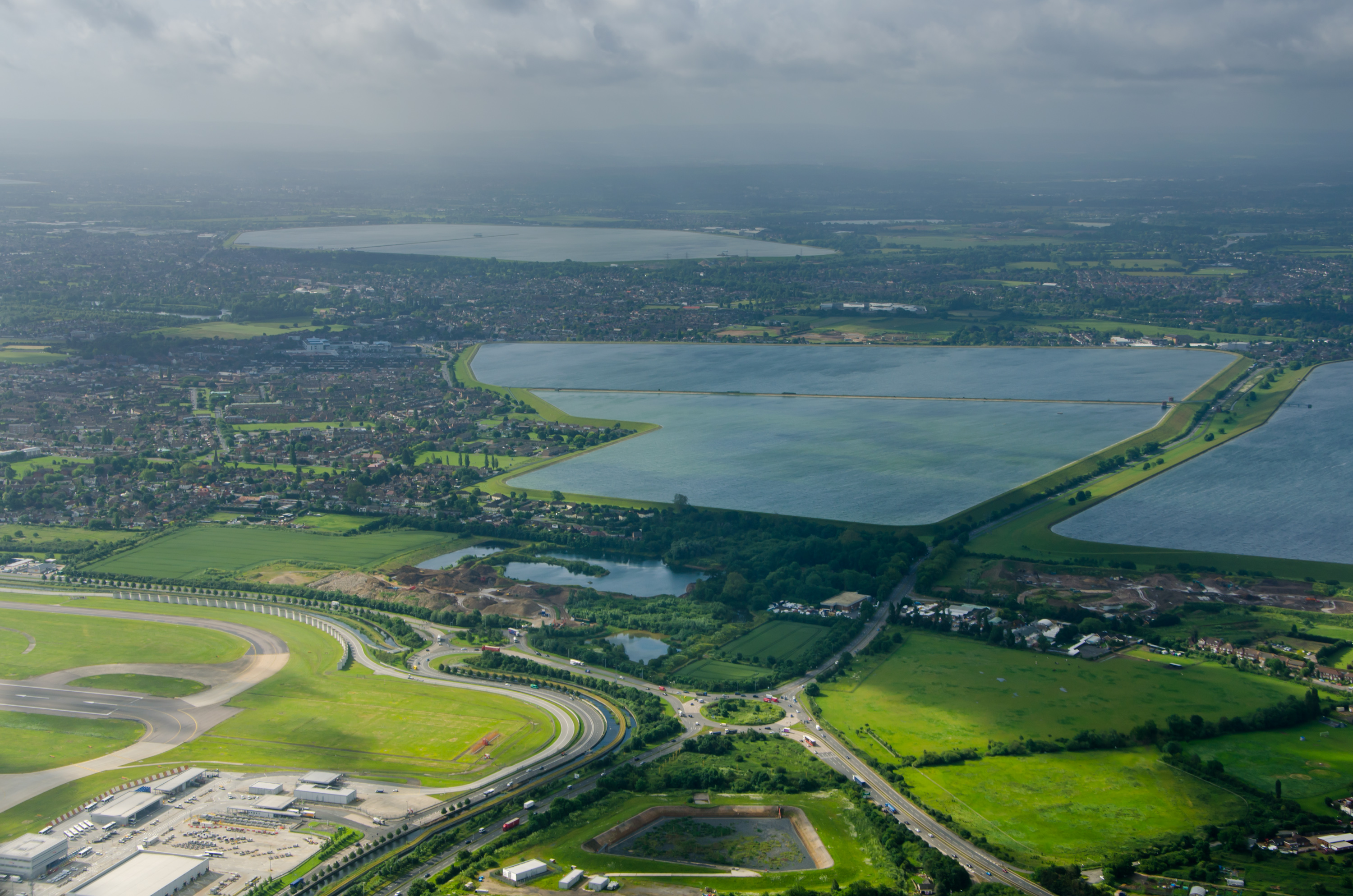
Miasto w głębi, a cały świat w zasięgu ręki (Port lotniczy Londyn-Heathrow)